# Jeleniak bagienny
Jeleniak bagienny, jeleń bagienny (Blastocerus dichotomus) – gatunek przeżuwacza z rodziny jeleniowatych (Cervidae), największy z południowoamerykańskich jeleniowatych.

## Systematyka
Takson po raz pierwszy opisany przez J. Iligera w 1815 roku pod nazwą Cervus dichotomus. Autor opisu taksonu nie wskazał miejsca typowego i określił je za F. Azarą jako „Gouazoupoukou”. W 1961 roku A. Cabrera ograniczył miejsce typowe do jeziora Ypoá na południe od Asunción w Paragwaju. Jedyny przedstawiciel rodzaju jeleniak (Blastocerus) utworzonego przez J. A. Wagnera w 1844 roku.

## Występowanie
Ameryka Południowa – Brazylia, Boliwia, Peru, Paragwaj i Argentyna. Na terenie Urugwaju prawdopodobnie wyginął. Zasiedla gęsto porośnięte tereny podmokłe.

## Charakterystyka ogólna
| Podstawowe dane         | Podstawowe dane |
| ----------------------- | --------------- |
| Długość ciała           | 180–195 cm      |
| Wysokość w kłębie       | 110–120 cm      |
| Długość ogona           | 10–15 cm        |
| Masa ciała              | 70–150 kg       |
| Ciąża                   | 270 dni         |
| Liczba młodych w miocie | 1               |
| Liczba chromosomów      | 66              |

Ciało ubarwione czerwono-brązowo, kończyny czarne, poroże żółte z 4–5, czasami więcej odgałęzieniami, z licznymi perłami. Ciąża trwa zwykle 270 dni, ale może przedłużyć się nawet do roku. Samica rodzi zwykle 1 młode. U młodych cętki nie występują.
Jelenie bagienne żywią się trawami, ziołami i roślinnością wodną. Żerują samotnie lub w małych grupach.

## Zagrożenia i ochrona
Głównym zagrożeniem jeleni bagiennych jest utrata siedlisk. Ich główni naturalni wrogowie – jaguar i puma – występują na tyle nielicznie, że przestały stanowić bezpośrednie zagrożenie dla istnienia gatunku.